# Polypogon
Polypogon é um género botânico pertencente à família Poaceae.